# Resolució 1895 del Consell de Seguretat de les Nacions Unides
La Resolució 1895 del Consell de Seguretat de les Nacions Unides fou adoptada per unanimitat el 18 de novembre de 2009. Observant les resolucions anteriors sobre la situació a Bòsnia i Hercegovina, el Consell va decidir ampliar el mandat de la Força d'Estabilització de la Unió Europea (EUFOR) per un any més fins al 18 de novembre de 2010.
El Consell reitera que la responsabilitat primordial en l'aplicació de l'acord de Dayton, així com la plena cooperació amb el Tribunal Penal Internacional per a l'antiga Iugoslàvia correspon a les autoritats bosnianes, alhora que subratlla el seu suport a l'Alt Representant de les Nacions Unides a Bòsnia i Hercegovina. El Consell també va acollir amb satisfacció la decisió de l'OTAN de mantenir al país una caserna al país.